# Municipio de Yellow Creek (condado de Linn)
El municipio de Yellow Creek (en inglés: Yellow Creek Township) es un municipio ubicado en el condado de Linn en el estado estadounidense de Misuri. En el año 2010 tenía una población de 387 habitantes y una densidad poblacional de 4 personas por km².

## Geografía
El municipio de Yellow Creek se encuentra ubicado en las coordenadas 39°48′53″N 92°59′29″O / 39.81472, -92.99139. Según la Oficina del Censo de los Estados Unidos, el municipio tiene una superficie total de 96.72 km², de la cual 95,3 km² corresponden a tierra firme y (1,47 %) 1,42 km² es agua.

## Demografía
Según el censo de 2010, había 387 personas residiendo en el municipio de Yellow Creek. La densidad de población era de 4 hab./km². De los 387 habitantes, el municipio de Yellow Creek estaba compuesto por el 98,19 % blancos, el 0,26 % eran afroamericanos, el 0,52 % eran amerindios, el 0,26 % eran isleños del Pacífico y el 0,78 % eran de una mezcla de razas. Del total de la población el 0,78 % eran hispanos o latinos de cualquier raza.